# Synarea
Genre
Synarea est un genre de coraux durs de la famille des Oculinidae. Selon World Register of Marine Species (12 juillet 2015), Synarea est synonyme de Porites.

## Liste d'espèces
Le genre Synarea comprend, selon ITIS (12 juillet 2015), les espèces suivantes :
- Synarea convexa Verrill, 1901
- Synarea nigrescens Dana, 1846
- Synarea undulata Klunzinger, 1879